# Urdbrunnen
Urdbrunnen, auch Urdsbrunnen (altnordisch urðarbrunnr „Quelle der Urd“ oder „Schicksalsquelle“), bezeichnet in der nordischen Mythologie eine Quelle. Der Name wird in der Skaldik ab dem 10. Jahrhundert sowie in der eddischen Literatur verwendet. Nähere Aussagen zum Urdbrunnen finden sich jedoch nur in den Eddatexten, insbesondere in der Prosa-Edda von Snorri Sturluson.
Die Quelle entspringt danach unter den Wurzeln des Weltenbaums Yggdrasil. Von ihr stammen die drei Nornen, die als ihre Hüterinnen gelten, insbesondere Urd. Die drei werfen jeden Tag den feuchten Quellsand über die Weltesche, um sie zu schützen. Das Wasser ist so heilig, dass alles, was damit in Berührung kommt, weiß wird. In der Quelle schwimmen zwei Vögel namens „Schwäne“, von denen alle Tiere dieses Namens abstammen. An der Quelle befindet sich die Gerichtsstätte der Götter und der Sitz des Thuls, das ist ein Dichter oder Redner, vielleicht hier als Bezeichnung für Odin. In der eddischen Literatur werden noch zwei weitere Quellen genannt, die nach Snorri Sturluson ebenso an Yggdrasils Wurzeln liegen, nämlich Hvergelmir und Mimirs Brunnen.
In der Forschung wird überwiegend die Ansicht vertreten, dass urðarbrunnr ursprünglich nicht „Quelle der Urd“ bedeutete, sondern für „Schicksalsquelle“ stand, so dass der Name erst in hochmittelalterlicher Zeit auf die Norne Urd überging. Als Schicksalquelle weist sie jedoch lediglich der Umstand aus, dass die drei Nornen die Schicksalsfrauen sind und Urds Name wörtlich „Schicksal“ bedeutet.
Es ist davon auszugehen, dass die drei Quellen am Fuße Yggdrasils lediglich unterschiedliche Ausprägungen derselben mythischen Quelle am Weltenbaum sind, die vielfach in eurasischen Mythologien bezeugt ist.